# Жовтий тривкий AB
Жовтий тривкий AB (англ. Fast Yellow AB)— харчовий барвник, зареєстрований як харчовий додаток E105.
Заборонений до використання в харчовий продуктах в США, країнах ЄС.
В Україні барвника немає в переліку дозволених харчових добавок.